# Руда-Коморська
Руда-Коморська (пол. Ruda Komorska) — село в Польщі, у гміні Пиздри Вжесінського повіту Великопольського воєводства.
Населення — 421 особа (2011).
У 1975-1998 роках село належало до Конінського воєводства.

## Демографія
Демографічна структура станом на 31 березня 2011 року:
|          | Загалом | Допрацездатний вік | Працездатний вік | Постпрацездатний вік |
| -------- | ------- | ------------------ | ---------------- | -------------------- |
| Чоловіки | 201     | 47                 | 136              | 18                   |
| Жінки    | 220     | 44                 | 123              | 53                   |
| Разом    | 421     | 91                 | 259              | 71                   |